# Xenortholitha
Xenortholitha là một chi bướm đêm thuộc họ Geometridae.